# Andorras damlandslag i fotboll
Andorras damlandslag i fotboll representerar Andorra i internationell damfotboll. Landslaget spelade sin första kamp i 2014, en kamp de vann 1-0 över Gibraltar. De har sen 2020 inte kvalificerat sig till något EM eller Världsmästerskapet i fotboll, och i augusti 2020 låg de på 155#- plats på FIFAs/FIFAS ranking, av totalt 159 lag.